# Mihai Mugur Toader
Mihai Mugur Toader (n. 1963, București, România) este un inginer geochimist și politician român, primar ales al sectorului 2 din 5 iunie 2016 din partea Partidului Social Democrat.

## Biografie
Între anii 1983-1988 a urmat cursurile Facultății de Geologie - Geofizică, specializarea Geochimie din cadrul Universității București, obținând diploma de inginer geochimist.
Din 1999 este membru al Partidului Social Democrat. În perioada 2004-2012 a fost ales consilier local în cadrul Consiliului Local Sector 2 București, fiind din iulie 2012 până în 5 iunie 2016 viceprimar al Primăriei Sectorului 2. în 23 martie 2016, după suspendarea primarului sectorului 2, Neculai Onțanu, a fost ales primar interimar, iar în 5 iunie 2016 a fost ales primar al sectorului 2.

## Vezi și
- Lista primarilor sectoarelor bucureștene aleși după 1989